# Droga wojewódzka nr 818
Droga wojewódzka nr 818 (DW818) – dawna droga wojewódzka klasy Z (zbiorcza) w województwie lubelskim, w powiatach parczewskim i włodawskim o długości 40,598 km.
Od 1 stycznia 2021 roku Uchwałą Sejmiku Województwa Lubelskiego z dnia 27 lipca 2020 roku, została pozbawiona kategorii drogi wojewódzkiej i zaliczona do kategorii dróg powiatowych o numerze 1638L.

## Charakterystyka trasy
Trasa łączy Przewłokę koło Parczewa z Adampolem koło Włodawy. Jest częścią szlaku komunikacyjnego relacji Parczew – Włodawa. Od Parczewa do Przewłoki prowadzi droga wojewódzka nr 815. Od Adampola do Włodawy prowadzi droga krajowa nr 82.

## Parametry techniczne
Droga ma przekrój jednojezdniowy, z dwoma pasami ruchu o szerokości 3 m (po jednym w każdym kierunku) o nawierzchni z asfaltobetonu.
Na całej długości dostosowana jest do nacisku 115 kN/oś.

## Zarządcy drogi
Zarządcami drogi jest Zarząd Dróg Powiatowych w Parczewie (na odcinku Przewłoka – Krzywowierzba-Kolonia) i Zarząd Dróg Powiatowych we Włodawie (na odcinku Krzywowierzba – Adampol).

## Miejscowości leżące przy trasie DP1638L (dawna DW818)
- Przewłoka 815
- Chmielów
- Lubiczyn
- Kodeniec
- Krzywowierzba-Kolonia
- Krzywowierzba
- Horostyta
- Lipówka
- Lubień
- Wyryki-Wola
- Wyryki-Połód
- Wyryki-Adampol
- Adampol
- Adampol 82